# 宮本義春
宮本 義春（みやもと よしはる、1931年3月26日 - ）は、元競輪選手。日本競輪選手会熊本支部に在籍していた。日本競輪選手養成所創設前に選手登録された期前選手。選手登録番号は601。
ギシュンというニックネームを持ち、競輪黎明期のトップスターとして君臨した。

## 来歴
1950年5月9日、名古屋競輪場で行われた第3回全国争覇競輪（現 日本選手権競輪）競走車部門決勝で優勝。
1952年11月3日に行われた第7回の同大会同部門（後楽園競輪場）決勝も制覇した。
1985年1月28日選手登録削除。通算勝利数732。
2018年2月1日付で、日本名輪会入りした。